# Ema Alivodić
Ema Alivodić (født Ramusović, 28. november 1996 i Berane) er en kvindelig montenegrinsk håndboldspiller, som spiller for CSM Bucuresti og Montenegros kvindehåndboldlandshold.
Hun deltog under EM i håndbold 2014, hvor hun kun scorede 1 mål i en kamp mod Slovakiet.